# 金鸡乡 (武宣县)
金鸡乡，是中华人民共和国广西壮族自治区来宾市武宣县下辖的一个乡镇级行政单位。

## 行政区划
金鸡乡下辖以下地区：
马良村、马王村、新村、赖山村、仁元村、鱼步村、石祥村和大坪村。